# Sport-Club Paderborn 07 2012-2013
Questa voce raccoglie le informazioni riguardanti il Sport-Club Paderborn 07 nelle competizioni ufficiali della stagione 2012-2013.

## Stagione
Nella stagione 2012-2013 il Paderborn, allenato da Stephan Schmidt e René Müller, concluse il campionato di 2. Bundesliga al 12º posto. In Coppa di Germania il Paderborn fu eliminato al primo turno dall'Arminia Bielefeld.

## Rosa
| N. |                                 | Ruolo | Calciatore          |
| -- | ------------------------------- | ----- | ------------------- |
| 1  | Germania (bandiera)             | P     | Lukas Kruse         |
| 3  | Germania (bandiera)             | D     | Manuel Gulde        |
| 4  | Germania (bandiera)             | C     | Diego Demme         |
| 5  | Germania (bandiera)             | D     | Patrick Ziegler     |
| 6  | Germania (bandiera)             | C     | Manuel Zeitz        |
| 7  | Germania (bandiera)             | D     | Jens Wemmer         |
| 8  | Bosnia ed Erzegovina (bandiera) | C     | Mario Vrančić       |
| 9  | Germania (bandiera)             | A     | Philipp Hofmann     |
| 10 | Turchia (bandiera)              | A     | Mahir Sağlık        |
| 10 | Azerbaigian (bandiera)          | A     | Deniz Yılmaz        |
| 12 | Germania (bandiera)             | P     | Sebastian Lange     |
| 13 | Germania (bandiera)             | D     | Christian Strohdiek |
| 14 | Germania (bandiera)             | D     | Thomas Bertels      |
| 15 | RD del Congo (bandiera)         | A     | Elias Kachunga      |

| N. |                     | Ruolo | Calciatore         |
| -- | ------------------- | ----- | ------------------ |
| 17 | Kosovo (bandiera)   | C     | Alban Meha         |
| 18 | Germania (bandiera) | C     | Markus Krösche     |
| 19 | Germania (bandiera) | P     | Nico Burchert      |
| 21 | Germania (bandiera) | C     | Daniel Brückner    |
| 22 | Germania (bandiera) | D     | Tobias Feisthammel |
| 23 | Lituania (bandiera) | D     | Markus Palionis    |
| 24 | Germania (bandiera) | A     | Niclas Erlbeck     |
| 26 | Italia (bandiera)   | C     | Massimo Ornatelli  |
| 28 | Germania (bandiera) | D     | Tim Welker         |
| 29 | Germania (bandiera) | C     | Sebastian Schonlau |
| 30 | Germania (bandiera) | D     | Jens Wissing       |
| 31 | Germania (bandiera) | A     | Deniz Naki         |
| 33 | Germania (bandiera) | P     | Daniel Lück        |

## Organigramma societario
Area tecnica
- Allenatore: René Müller
- Allenatore in seconda: Asif Šarić
- Preparatore dei portieri: Frederik Gößling
- Preparatori atletici:
- Analisi video:

## Calciomercato

### Sessione estiva
| Acquisti | Acquisti           | Acquisti             | Acquisti |
| R.       | Nome               | da                   | Modalità |
| -------- | ------------------ | -------------------- | -------- |
| A        | Deniz Yılmaz       | Magonza              |          |
| A        | Philipp Hofmann    | Schalke 04           |          |
| D        | Tobias Feisthammel | Alemannia Aquisgrana |          |
| D        | Manuel Gulde       | Hoffenheim           |          |
| C        | Tobias Kempe       | Erzgebirge Aue       |          |
| P        | Sebastian Lange    | Wiedenbrück          |          |
| C        | Massimo Ornatelli  | Preußen Münster      |          |
| A        | David Poljanec     | Blau-Weiß Linz       |          |
| C        | Mario Vrančić      | Borussia Dortmund    |          |
| C        | Manuel Zeitz       | Norimberga           |          |
| D        | Patrick Ziegler    | Unterhaching         |          |

| Cessioni | Cessioni        | Cessioni            | Cessioni |
| R.       | Nome            | a                   | Modalità |
| -------- | --------------- | ------------------- | -------- |
| A        | Nick Proschwitz | Hull City           |          |
| C        | Enis Alushi     | Kaiserslautern      |          |
| A        | Sören Brandy    | Duisburg            |          |
| D        | Sören Gonther   | St. Pauli           |          |
| P        | Jens Grahl      | Hoffenheim          |          |
| C        | Mehmet Kara     | Gençlerbirliği      |          |
| C        | Yasin Kocatepe  | Pfullendorf         |          |
| A        | Sven Krause     | Wiedenbrück         |          |
| D        | Florian Mohr    | St. Pauli           |          |
| C        | Lukas Rupp      | Borussia M'gladbach |          |
| D        | Sergej Schmik   | SV Wilhelmshaven    |          |
| A        | Matthew Taylor  | Preußen Münster     |          |

### Sessione invernale
| Acquisti | Acquisti       | Acquisti       | Acquisti |
| R.       | Nome           | da             | Modalità |
| -------- | -------------- | -------------- | -------- |
| A        | Mahir Sağlık   | St. Pauli      |          |
| A        | Elias Kachunga | Hertha Berlino |          |

| Cessioni | Cessioni         | Cessioni           | Cessioni |
| R.       | Nome             | a                  | Modalità |
| -------- | ---------------- | ------------------ | -------- |
| C        | Tobias Kempe     | Dinamo Dresda      |          |
| C        | Christian Rasche | Sportfreunde Lotte |          |

## Risultati

### 2. Bundesliga

#### Girone di andata
| Arbitro: | Aytekin |

|                       |           |                            |
| Ronny 64’ Allagui 88’ | Marcatori | 43’ Yılmaz 86’ (rig.) Meha |

| Arbitro: | Meyer |

|                                      |           |  |
| Vrančić 24’, 50’ Meha 40’ Yılmaz 82’ | Marcatori |  |

| Arbitro: | Hartmann |

|                       |           |            |
| Doğan 62’ Kruppke 67’ | Marcatori | 34’ Yılmaz |

| Arbitro: | Bandurski |

|           |           |                                    |
| Kempe 85’ | Marcatori | 16’ Biliškov 39’ Eigler 83’ Caiuby |

| Arbitro: | Petersen |

|  |           |             |
|  | Marcatori | 51’ Hofmann |

| Arbitro: | Unger |

|                            |           |  |
| Kempe 49’, 82’ Hofmann 74’ | Marcatori |  |

| Arbitro: | Kempter |

|                            |           |             |
| Farina 67’ Stiepermann 80’ | Marcatori | 75’ Hofmann |

| Arbitro: | Dingert |

|           |           |                    |
| Zeitz 53’ | Marcatori | 18’ Ujah 69’ Chihi |

| Arbitro: | Cortus |

|                     |           |             |
| Kapllani 90’ (rig.) | Marcatori | 70’ Hofmann |

| Arbitro: | Petersen |

|          |           |             |
| Naki 71’ | Marcatori | 48’ Ginczek |

| Arbitro: | Osmers |

|  |           |          |
|  | Marcatori | 75’ Naki |

| Arbitro: | Grudzinski |

|  |           |                       |
|  | Marcatori | 13’ Hofmann 87’ Zeitz |

| Arbitro: | Winkmann |

|                   |           |                     |
| Jessen 57’ (aut.) | Marcatori | 67’ (rig.) Idrissou |

| Arbitro: | Steinhaus-Webb |

|  |           |           |
|  | Marcatori | 58’ Gulde |

| Arbitro: | Schriever |

|                                |           |                         |
| Yılmaz 10’ Schuppan 21’ (aut.) | Marcatori | 14’ Ouali 38’ Kitambala |

| Arbitro: | Kampka |

|           |           |  |
| Lauth 38’ | Marcatori |  |

| Arbitro: | Brand |

|  |           |                             |
|  | Marcatori | 58’ (rig.) Kern 79’ Perthel |

#### Girone di ritorno
| Arbitro: | Stieler |

|  |           |           |
|  | Marcatori | 65’ Ramos |

| Arbitro: | Stegemann |

|                                             |           |  |
| Aydın 17’, 72’ Goretzka 40’ Scheidhauer 80’ | Marcatori |  |

| Arbitro: | Perl |

|             |           |                       |
| Bertels 90’ | Marcatori | 9’ Petersch 74’ Doğan |

| Arbitro: | Petersen |

|              |           |                                   |
| Micanski 68’ | Marcatori | 27’ Kachunga 84’ Bertels 87’ Meha |

| Arbitro: | Dietz |

|                                 |           |  |
| Feisthammel 28’ Meha 39’ (rig.) | Marcatori |  |

| Arbitro: | Osmers |

|           |           |                                      |
| Löning 4’ | Marcatori | 55’ Brückner 65’ Vrančić 89’ Hofmann |

| Arbitro: | Kampka |

|  |           |            |
|  | Marcatori | 50’ Sanogo |

| Arbitro: | Siebert |

|                              |           |  |
| Matuszczyk 29’ Ujah 64’, 83’ | Marcatori |  |

| Arbitro: | Wingenbach |

|                                                |           |  |
| Meha 21’ (rig.) Görlitz 84’ (aut.) Bertels 90’ | Marcatori |  |

| Arbitro: | Welz |

|                          |           |                       |
| Ebbers 53’ Tschauner 90’ | Marcatori | 56’ Yılmaz 84’ Sağlık |

| Arbitro: | Brand |

|               |           |           |
| Strohdiek 90’ | Marcatori | 27’ Nemec |

| Paderborn 14 aprile 2013, ore 13:30 CEST 29ª giornata | Paderborn      | 0 – 0 referto | Jahn Ratisbona | Benteler-Arena (6 290 spett.)\| Arbitro: \| Steinhaus-Webb \| |
| Arbitro:                                              | Steinhaus-Webb |               |                |                                                               |

| Arbitro: | Stieler |

|                                        |           |  |
| Weiser 18’ Idrissou 54’ Baumjohann 81’ | Marcatori |  |

| Arbitro: | Unger |

|                         |           |                           |
| Vrančić 14’ Hofmann 19’ | Marcatori | 64’ (rig.), 89’ Reichwein |

| Arbitro: | Siebert |

|                 |           |          |
| Müller 35’, 70’ | Marcatori | 43’ Meha |

| Arbitro: | Grudzinski |

|                        |           |  |
| Sağlık 4’ Kachunga 69’ | Marcatori |  |

| Arbitro: | Meyer |

|                                         |           |                          |
| Perthel 12’ Bajić 60’ (rig.) Brandy 76’ | Marcatori | 21’ Kachunga 70’ Vrančić |

### Coppa di Germania
| Arbitro: | Wingenbach |

|                                             |           |          |
| Schütz 56’ Schönfeld 86’ Hübener 90’ (rig.) | Marcatori | 36’ Meha |

## Statistiche

### Statistiche di squadra
| Competizione      | Punti | In casa | In casa | In casa | In casa | In casa | In casa | In trasferta | In trasferta | In trasferta | In trasferta | In trasferta | In trasferta | Totale | Totale | Totale | Totale | Totale | Totale | DR |
| Competizione      | Punti | G       | V       | N       | P       | Gf      | Gs      | G            | V            | N            | P            | Gf           | Gs           | G      | V      | N      | P      | Gf     | Gs     | DR |
| ----------------- | ----- | ------- | ------- | ------- | ------- | ------- | ------- | ------------ | ------------ | ------------ | ------------ | ------------ | ------------ | ------ | ------ | ------ | ------ | ------ | ------ | -- |
| 2. Bundesliga     | 42    | 17      | 5       | 6       | 6       | 24      | 18      | 17           | 6            | 3            | 8            | 21           | 27           | 34     | 11     | 9      | 14     | 45     | 45     | 0  |
| Coppa di Germania | -     | 0       | 0       | 0       | 0       | 0       | 0       | 1            | 0            | 0            | 1            | 1            | 3            | 1      | 0      | 0      | 1      | 1      | 3      | -2 |
| Totale            | 42    | 17      | 5       | 6       | 6       | 24      | 18      | 18           | 6            | 3            | 9            | 22           | 30           | 35     | 11     | 9      | 15     | 46     | 48     | -2 |

### Andamento in campionato
| Giornata  | 1 | 2 | 3 | 4  | 5 | 6 | 7 | 8 | 9 | 10 | 11 | 12 | 13 | 14 | 15 | 16 | 17 | 18 | 19 | 20 | 21 | 22 | 23 | 24 | 25 | 26 | 27 | 28 | 29 | 30 | 31 | 32 | 33 | 34 |
| --------- | - | - | - | -- | - | - | - | - | - | -- | -- | -- | -- | -- | -- | -- | -- | -- | -- | -- | -- | -- | -- | -- | -- | -- | -- | -- | -- | -- | -- | -- | -- | -- |
| Luogo     | T | C | T | C  | T | C | T | C | T | C  | T  | T  | C  | T  | C  | T  | C  | C  | T  | C  | T  | C  | T  | C  | T  | C  | T  | C  | C  | T  | C  | T  | C  | T  |
| Risultato | N | V | P | P  | V | V | P | P | N | N  | V  | V  | N  | V  | N  | P  | P  | P  | P  | P  | V  | V  | V  | P  | P  | V  | N  | N  | N  | P  | N  | P  | V  | P  |
| Posizione | 7 | 2 | 8 | 12 | 8 | 7 | 9 | 9 | 9 | 9  | 9  | 8  | 9  | 6  | 6  | 9  | 11 | 11 | 12 | 12 | 11 | 11 | 7  | 9  | 10 | 9  | 9  | 9  | 9  | 11 | 10 | 11 | 10 | 12 |

Legenda:

Luogo: C = Casa; T = Trasferta. Risultato: V = Vittoria; N = Pareggio; P = Sconfitta.

### Statistiche dei giocatori
| Giocatore      | 2. Bundesliga | 2. Bundesliga | 2. Bundesliga | 2. Bundesliga | Coppa di Germania | Coppa di Germania | Coppa di Germania | Coppa di Germania | Totale   | Totale | Totale      | Totale     |
| Giocatore      | Presenze      | Reti          | Ammonizioni   | Espulsioni    | Presenze          | Reti              | Ammonizioni       | Espulsioni        | Presenze | Reti   | Ammonizioni | Espulsioni |
| -------------- | ------------- | ------------- | ------------- | ------------- | ----------------- | ----------------- | ----------------- | ----------------- | -------- | ------ | ----------- | ---------- |
| T. Bertels     | 27            | 3             | 10            | 0             | 1                 | 0                 | 0                 | 0                 | 28       | 3      | 10          | 0          |
| D. Brückner    | 31            | 1             | 5             | 0             | 1                 | 0                 | 0                 | 0                 | 32       | 1      | 5           | 0          |
| N. Burchert    | 0             | 0             | 0             | 0             | 0                 | 0                 | 0                 | 0                 | 0        | 0      | 0           | 0          |
| D. Demme       | 29            | 0             | 4             | 1             | 1                 | 0                 | 1                 | 0                 | 30       | 0      | 5           | 1          |
| N. Erlbeck     | 0             | 0             | 0             | 0             | 0                 | 0                 | 0                 | 0                 | 0        | 0      | 0           | 0          |
| T. Feisthammel | 16            | 1             | 1             | 0             | 1                 | 0                 | 0                 | 0                 | 17       | 1      | 1           | 0          |
| M. Gulde       | 13            | 1             | 1             | 0             | 0                 | 0                 | 0                 | 0                 | 13       | 1      | 1           | 0          |
| F. Gößling     | 0             | 0             | 0             | 0             | 0                 | 0                 | 0                 | 0                 | 0        | 0      | 0           | 0          |
| P. Hofmann     | 31            | 7             | 4             | 0             | 1                 | 0                 | 0                 | 0                 | 32       | 7      | 4           | 0          |
| E. Kachunga    | 13            | 3             | 3             | 0             | 0                 | 0                 | 0                 | 0                 | 13       | 3      | 3           | 0          |
| T. Kempe       | 15            | 3             | 4             | 0             | 0                 | 0                 | 0                 | 0                 | 15       | 3      | 4           | 0          |
| L. Kruse       | 30            | 0             | 2             | 1             | 1                 | 0                 | 1                 | 0                 | 31       | 0      | 3           | 1          |
| M. Krösche     | 19            | 0             | 2             | 0             | 1                 | 0                 | 1                 | 0                 | 20       | 0      | 3           | 0          |
| S. Lange       | 0             | 0             | 0             | 0             | 0                 | 0                 | 0                 | 0                 | 0        | 0      | 0           | 0          |
| D. Lück        | 5             | 0             | 0             | 0             | 0                 | 0                 | 0                 | 0                 | 5        | 0      | 0           | 0          |
| A. Meha        | 26            | 6             | 5             | 0             | 1                 | 1                 | 0                 | 0                 | 27       | 7      | 5           | 0          |
| D. Naki        | 23            | 2             | 2             | 1             | 0                 | 0                 | 0                 | 0                 | 23       | 2      | 2           | 1          |
| M. Ornatelli   | 6             | 0             | 2             | 0             | 1                 | 0                 | 0                 | 0                 | 7        | 0      | 2           | 0          |
| M. Palionis    | 5             | 0             | 0             | 0             | 0                 | 0                 | 0                 | 0                 | 5        | 0      | 0           | 0          |
| D. Poljanec    | 1             | 0             | 0             | 0             | 0                 | 0                 | 0                 | 0                 | 1        | 0      | 0           | 0          |
| M. Sağlık      | 12            | 2             | 3             | 0             | 0                 | 0                 | 0                 | 0                 | 12       | 2      | 3           | 0          |
| S. Schonlau    | 0             | 0             | 0             | 0             | 0                 | 0                 | 0                 | 0                 | 0        | 0      | 0           | 0          |
| C. Strohdiek   | 30            | 1             | 8             | 0             | 1                 | 0                 | 0                 | 0                 | 31       | 1      | 8           | 0          |
| M. Vrančić     | 33            | 5             | 7             | 0             | 1                 | 0                 | 0                 | 0                 | 34       | 5      | 7           | 0          |
| T. Welker      | 1             | 0             | 0             | 0             | 0                 | 0                 | 0                 | 0                 | 1        | 0      | 0           | 0          |
| J. Wemmer      | 25            | 0             | 3             | 0             | 1                 | 0                 | 0                 | 0                 | 26       | 0      | 3           | 0          |
| J. Wissing     | 8             | 0             | 1             | 0             | 0                 | 0                 | 0                 | 0                 | 8        | 0      | 1           | 0          |
| D. Yılmaz      | 25            | 5             | 3             | 0             | 1                 | 0                 | 0                 | 0                 | 26       | 5      | 3           | 0          |
| M. Zeitz       | 24            | 2             | 6             | 1             | 1                 | 0                 | 0                 | 0                 | 25       | 2      | 6           | 1          |
| P. Ziegler     | 20            | 0             | 1             | 0             | 0                 | 0                 | 0                 | 0                 | 20       | 0      | 1           | 0          |